# Новотерский
Новоте́рский (также Посёлок центра́льной уса́дьбы Терконезаво́да № 169, Те́рский) — посёлок в составе Минераловодского района (городского округа) Ставропольского края России.

## География
Посёлок Новотерский расположен на высоте 377 м над уровнем моря. Расстояние до краевого центра: 203 км. Расстояние до административного центра округа: 13 км.

## История
В 1889 году в долине у подножья гор Змейка, Развалка. Железная и Бештау графом С. А. Строгановым и князем А. Г. Щербатовым был основан конный завод, вокруг которого возник посёлок. Первоначально он назывался Графским. В 1921 году был переименован в посёлок центральной усадьбы Терконезавода № 169.
В 1972 году Указом Президиума ВС РСФСР посёлок центральной усадьбы Терконезавода № 169 переименован в Новотерский.
До 2015 года посёлок был административным центром упразднённого Ленинского сельсовета.
В июне 2016 года был подтоплен из-за ливней.

## Население
| 1989 | 2002  | 2010  | 2014  | 2021  |
| ---- | ----- | ----- | ----- | ----- |
| 1378 | ↗1781 | ↗2053 | ↗2200 | ↘1805 |

По данным переписи 2002 года, 81 % населения — русские.

## Инфраструктура
- Социально-культурное объединение.
- Библиотека филиал № 3 ЦБС МУК.
- Санаторий «Минеральные воды».

## Образование
- Детский сад № 23 «Антошка». Открыт 7 октября 1982 года[10]
- Средняя общеобразовательная школа № 11.
- Специальная (коррекционная) общеобразовательная школа-интернат № 26.

## Экономика
- АО «Кавминводы» — завод по розливу минеральной воды «Новотерская целебная». Открыт 16 февраля 1995 года[11].
- Терский племенной конный завод № 169 — выращивание и продажа чистокровных лошадей арабской породы для шоу, скачек, хобби.

## Религия
- Церковь Иверской иконы Божией Матери[12].

## Археологические памятники
Курганная группа «Новотерская — 1» (III — I тыс. до н. э., 1,5 — 1,6 км юго-западнее пос. Новотерский, на гряде).

## Памятники
- Работникам карьеров горы Змейка, погибшим в войне 1941—1945 гг, в бывшем посёлке Бештаунит[14]
- Братская могила воинам погибшим в ВОВ в наступательных боях в январе 1943 года. 1957 год[15]
- Братская могила советских воинов, погибших при освобождении поселка от фашистских захватчиков. Январь 1943, 1957 года[16]